# Calliephialtes ledezmae
Calliephialtes ledezmae là một loài tò vò trong họ Ichneumonidae.